# HD86405
HD86405 — хімічно пекулярна зоря спектрального класу B9, що має видиму зоряну величину в смузі V приблизно  8,1.
Вона  розташована на відстані близько 1264,2 світлових років від Сонця.

## Пекулярний хімічний склад
Зоряна атмосфера HD86405 має підвищений вміст 
Si
.